# Großengersdorf
Großengersdorf (jusqu'à 2008 : Groß-Engersdorf) est une commune autrichienne du district de Mistelbach en Basse-Autriche.